# ホパン
ホパン(Hopane)は、トリテルペンに分類される天然の化合物である。様々な種類の化合物の核を形成し、それらは総称してホパノイドと呼ばれる。